# 台北捷運環狀線電聯車
台北捷運環狀線電聯車是一款屬於台北捷運的中運量動力分散式電聯車，由義大利商日立軌道義大利（Hitachi Rail Italy S.p.A.，前稱安薩爾多百瑞達（AnsaldoBreda S.p.A.）與台灣車輛承造，合計生產17列列車，是台灣繼台鐵EMU300型電聯車之後再度購入由義大利製造的列車。
本型車為台北捷運公司於文湖線工程後再度購置之中運量電聯車，2020年隨環狀線第一階段的通車而投入使用。另外，本型車之到站提示音與同樣為中運量的文湖線列車不同。

## 歷史
台北市政府於2009年舉行環狀線第一階段機電系統工程招標作業，最後由義大利商安薩爾多百瑞達得標，進行電聯車設計與製造工作。:212016年8月日立軌道義大利於雷焦卡拉布里亞工廠舉辦出廠典禮:21:39，11月運抵南機廠進行各項測試及後續統整作業:74，2017年中開始於路線上試車。

## 規格與構造

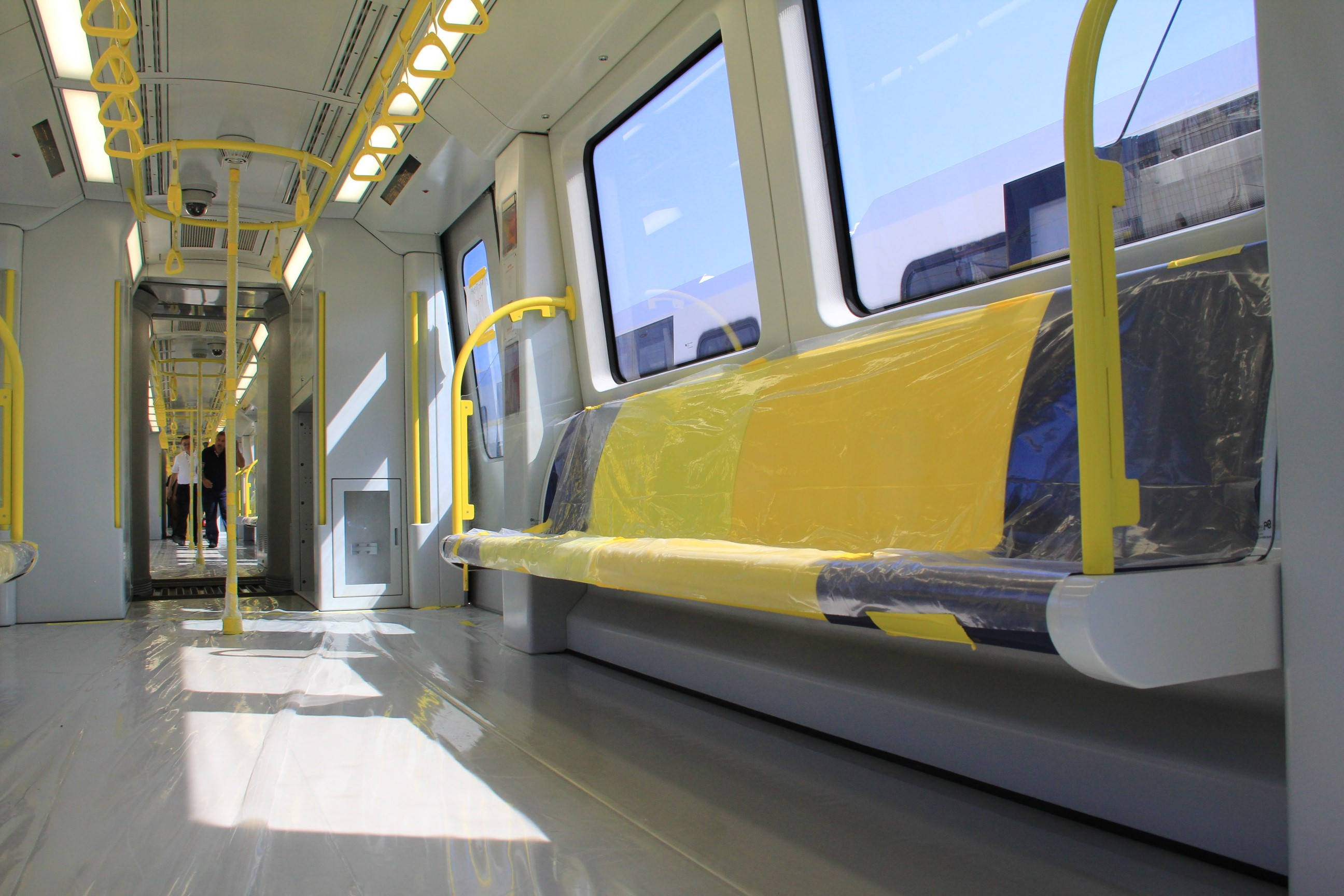
環狀線電聯車內部

與台北捷運現有之中運量電聯車有許多不同設計及創新，除使用與高運量列車相同之鋼輪行駛、車廂間可連通之外，該型列車亦大量增加載客人數且座椅更加符合人體工學設計。:23

### 列車編組
一組四節運轉，且四節皆為馬達車，列車編組順序為B、D、C、A。第一個數字為車廂節數，第二及第三數字為車籍編號，從01~17。

### 外觀設計
車頭參考海豚之外型採20度傾斜流線造型設計，車外不裝設LED顯示器，各車廂下部均設兩只防爬器:29，另因環狀線全線裝設月台門，車廂連結處僅設置風檔而不裝設防墜裝置。:24
塗裝部分，該型列車於初期設計兩種塗裝：正常塗裝與艾曼紐‧莫侯 (Emmanuelle Moureaux) 設計的公共藝術塗裝，而兩種塗裝均以黃色與白色作為主色彩。正常塗裝以白色為底搭配黃色線條貫穿車側，並在窗戶部分使用大型黑色色塊。而公共藝術塗裝車頭以黃色作為底加上白色色塊，車身中段則改為白底黃色色塊，塗裝中不採用黑色。:25

### 內裝設計
內裝部分以灰色為主色系，扶手、吊環部分則與外觀相同採用黃色。車內安全器具大量採用嵌入式設計，使車廂內部空間利用最大化，方便行走。座椅置於一旁採用一字形分布，一般座位另以黃色漸層設計。照明部分，除天花板設置燈具外，車頭及車側採用大型觀景玻璃窗，採光良好。:25兩車門間中央立柱採單柱設計，上方設置煙霧警報器，另外於車廂連通道附近設置嵌入式行李放置區。:26除此之外，天花板還有設置閉路監視器CCTV，上下台門之車內資訊顯示器（SI）的門機蓋板下方有開門方向指示燈。

## 列車運用
| 編號 | 製造年份     | 採購數量            | 配置     | 營運路線 |
| ---- | ------------ | ------------------- | -------- | -------- |
|      | 2017～2018年 | 環狀線（CF610）17列 | █ 南機廠 | 環狀線   |

彩繪列車
- 104：「環狀線的移動美學」[13]

## 編成表
| ←順時針(新北產業園區)方向逆時針(大坪林)方向→ |                |             |             |             |             |
| 形式                                         | 形式           | A           | C           | D           | B           |
| 機器配置                                     | 機器配置       | VVVF        | VVVF        | VVVF        | VVVF        |
| 集電靴                                       | 集電靴         | 有          | 有          | 有          | 有          |
| 車内設備                                     | 車内設備       | ,           | ,           | ,           | ,           |
| 車體長(mm)                                   | 車體長(mm)     | 17,455      | 16,760      | 16,760      | 17,455      |
| 重量(t)                                      | 重量(t)        | 117         | 117         | 117         | 117         |
| 座椅張數                                     | 座椅張數       | 25          | 24          | 24          | 25          |
| 載客量                                       | 載客量         | 650         | 650         | 650         | 650         |
| 車輛編號                                     | 日立軌道義大利 | A101 : A102 | C101 : C102 | D101 : D102 | B101 : B102 |
| 車輛編號                                     | 台灣車輛       | A103 : A117 | C103 : C117 | D103 : D117 | B103 : B117 |

範例：
- A/B - 控制動力車
- C/D - 動力車
- ：無障礙空間
- ：行李架
- ：Wi-Fi